# Шульман, Роберт
Роберт Йел Шульман (англ. Robert Yale Shulman; 28 марта 1954, штат Нью-Йорк — 13 апреля 2006, Олбани, штат Нью-Йорк) — американский серийный убийца, совершивший в период с августа 1991 года по декабрь 1995 года серию из как минимум 5 убийств молодых девушек на территории города Хиксвилл, штат Нью-Йорк. Настоящее количество жертв Шульмана неизвестно, после ареста в квартире Шульмана в ходе обыска и осмотра было обнаружено более 2000 пятен крови, которые покрывали стены и практически все предметы интерьера квартиры. ДНК-анализ пятен крови впоследствии установил, что пятна крови принадлежат 10 разным женщинам, которые по версии следствия были убиты Шульманом, однако Роберт Шульман отказался давать показания по другим эпизодам, придерживаясь принципа презумпции невиновности

## Биография
Роберт Йел Шульман родился 28 марта 1954 года на территории штата Нью-Йорк. Имел трех братьев. Детство и юность Шульман провел в городах Лонг-Бич и Уэстбери, расположенных на острове Лонг-Айленд. Семья проживала в районах, которые считались вполне социально благополучными и где в основном проживали представители среднего класса общества. О раннем детстве Роберта Шульмана существуют противоречивые сведения. Оба родителя Роберта вели законопослушный образ жизни, не имели проблем с законом и вредных привычек, отрицательно влияющих на быт, здоровье детей и благосостояние семьи в целом, однако придерживались индифферентного стиля воспитания детей, что негативно отразилось на развитии личностей трех из четырёх детей, вследствие чего они рано начали демонстрировать признаки антисоциальности. В последующие годы только самый старший из братьев Роберта — Шелли Шульман на протяжении всей своей дальнейшей жизни никогда не был замечен в девиантном поведении и построил успешную карьеру в сфере образования. В середине 1960-х отец Шульмана — Джулс Шульман заболел
болезнью Ходжкина, от осложнений которой умер в 1967 году. Смерть отца сильно повлияла на психоэмоциональное состояние Роберта и одного из его старших братьев — Стивена, вследствие чего юность и взросление Роберта прошли с психотравмирующими ситуациями и последствиями. Роберт Шульман посещал школу «Clarke High School», которую окончил в 1972 году. В школьные годы Шульман не занимался спортом и никаким из видов общественных работ, вследствие чего не был популярен в школе и округе. Старший брат Шульмана — Шелли Шульман впоследствии описывал Роберта в те годы, как застенчивого и замкнутого человека, психическое состояние которого после смерти отца резко ухудшилось. По свидетельству Шелли Шульмана, в конце 1960-х — начале 1970-х Роберт и ещё один из их братьев Стивен начали злоупотреблять наркотическими веществами и страдать приступами гнева из-за мелочей, которые другим членам семьи казались несущественными. Шелли Шульман утверждал, что по его настоянию Роберт и Стивен в начале — середине 1970-х начали посещать психолога, но им не удалось добиться помощи. После смерти отца, мать Роберта — Милдред Шульман познакомилась с мужчиной из организации «Родители без партнеров» и через пять дней вышла за него замуж. По свидетельству братьев, их мать предпочитала вести сибаритский образ жизни, предпочитая уделять много свободного времени посещению различных общественных мероприятий и вечеринок, чем заботе о своих детях и поддержанию чистоты в доме. Роберт Шульман утверждал, что после смерти отца из-за неспособности матери поддерживать быт и благосостояние семьи — их дом находился в крайне запущенном состоянии, где постоянно присутствовала паутина на стенах, множество грязной немытой посуды и пропавшей еды.
После окончания школы, Роберт Шульман поступил в «университет Хофстра». Однако он быстро потерял интерес к учебному процессу и бросил университет после окончания 2 курсов учёбы, после чего в 1974 году начал работать в почтовой службе США. В 1976 году его мать умерла от сердечного приступа. В 1977 году, через год после смерти матери, брат Роберта — Стивен Шульман совершил самоубийство. В середине 1980-х Роберт и его младший брат Барри Шульман переехали в город Хиксвилл, (штат Нью-Йорк). В Хиксвилле братья Шульманы сняли две квартиры в одном и том же многоэтажном здании и нашли работу в местной почтовой службе, где работали в разных сменах. Соседями и знакомыми Роберт Шульман характеризовался в этот период неоднозначно. Они отмечали, что Роберт Шульман имел проблемы с коммуникабельностью и в силу своей интровертности носил статус социального изгоя, по причине чего практически не поддерживал ни с кем никаких отношений. Шульман не пользовался популярностью у женского пола, никогда не был женат и большую часть свободного времени проводил в квартале красных фонарей Хиксивлла в обществе проституток и сутенеров.

## Серия убийств
В период с августа 1991 года по декабрь 1995 года Роберт Шульман по версии следствия совершил как минимум 5 убийств проституток. Он подбирал своих жертв на одной из улиц города, известной как место сбора проституток, после чего привозил их в свою квартиру, где они употребляли наркотические средства и занимались сексом. Своих жертв Шульман забивал до смерти гантелями, молотком или бейсбольной битой. После совершения убийств он расчленял тела убитых женщин в ванной своей квартиры и выбрасывал останки своих жертв в полиэтиленовых мешках для мусора на территории разных городов штата Нью-Йорк. С целью исключить проведение процедуры опознания убитых по отпечаткам пальцев, Шульман всегда отрубал им кисти рук, которые закапывал глубоко в земле отдельно от других останков. Первой известной жертвой Шульмана стала 24-летняя Лори Васкес, жительница Бруклина, чье тело было обнаружено в мусорном баке на территории города Йонкерс в августе 1991 года. Второй жертвой Шульмана стала женщина, личность которой установить так и не удалось. В материалах уголовного дела она проходила под кодовым именем «Джейн Доу-1». Её останки были обнаружены также на территории Йонкерса в июне 1992 года. Личность третьей жертвы также осталась неизвестной. Женщина, проходившая в материалах уголовного дела под именем «Джейн Доу-2» была убита в 1994 году. Её расчлененные останки были обнаружены в городе Медфорд 7 декабря 1994 года. Четвёртой жертвой Шульмана стала 18-летняя Лиза Энн Уорнер, чьи останки были найдены 6 апреля 1995 года в мусоровозе на Бруклинском заводе по переработке отходов. В ходе расследования было установлено, что останки девушки находились в мусорном баке на территории округа Нассо, прежде чем оказались внутри мусоровоза. Последней известной жертвой Шульмана стала 28-летняя Келли Сью Бантинг, которую он убил в декабре 1995 года и чьи останки были обнаружены 11 декабря того же года в округе Саффолк.

## Разоблачение
Роберт Шульман попал под подозрение полиции в марте 1996 года в ходе расследования убийства его последней жертвы Келли Сью Бантинг. В совершении её убийства Шульман как и во всех предыдущих случаях действовал с предельной осторожностью. Он отрубил Келли Бантинг кисти рук, благодаря чему её личность после обнаружения тела полиция не могла установить несколько месяцев. На останках Бантинг были обнаружены ряд татуировок, после чего прокуратура округа Саффолк обратилась в департамент полиции Нью-Йорка и показала его руководству фотографии татуировок в надежде, что убитая ранее подвергалась уголовной ответственности на территории штата, а её татуировки были зафиксированы в уголовных делах как особые приметы. В марте 1996 года на основании совпадения татуировок и других примет убитая была идентифицирована как Келли Сью Бантинг. Установив, что убитая являлась проституткой, полиция опросила её родственников, знакомых, а также сутенеров и других проституток, которые вместе с ней работали в Хиксвилле. Девять девушек утверждали, что в последний раз Келли Бантинг была замечена живой, когда садилась в автомобиль фирмы «Cadillac» синего цвета, за рулем которого находился белый мужчина среднего возраста. По меньшей мере две девушки, которые также как и Бантинг работали проститутками, заявили полиции, что водителем этой машины мог быть Роберт Шульман, который был известен среди них как постоянный клиент и ранее в той же машине отвозил в свою квартиру в Хиксвилле. После получения этой информации Роберт Шульман был задержан полицией недалеко от своего дома 6 апреля 1996 года. Во время разговора с сотрудниками полиции и следователями у Шульмана произошел нервный срыв. Он признался в совершении 5 убийств и выразил раскаяние в содеянном. После ареста, полиция провела обыск в его квартире, где было обнаружено более 2000 пятен крови, которые покрывали стены, пол, потолок в квартире и почти каждый предмет мебели.
Брат Роберта — Барри Шульман также был допрошен после ареста Роберта. Во время допроса, Барри Шульман неожиданно признался в том, что знал о преступной деятельности Роберта и в разные годы помог ему вынести из квартиры и выбросить расчлененные останки трех жертв, одной в Йонкерсе и двух других в округе Саффолк. Он отказался признать соучастие в убийствах, после чего 26 апреля 1996 года Барри шульману было предъявлено обвинение в пособничестве в преступлении.

## Судебные процессы
После ареста Шульману было предъявлено обвинение в совершении трех убийств на территории округа Саффолк, после чего он был перевезен в округ Уэстчестер, где ему было предъявлено обвинение в совершении ещё двух убийств. Прокуратуры обоих округов подавали ходатайство о проведении одного судебного процесса, однако суд ходатайство отклонил. После ареста психическое состояние Шульмана ухудшилось и он впал в тяжелую депрессию. У него были выявлены признаки суицидальной идеации. В ожидании суда он находился в окружной тюрьме округа Саффолк, но за ним было организовано наблюдение для предотвращения попыток самоубийства. Закладывая основу для возможного признания его невменяемым, адвокат Шульмана пытался доказать, что Шульман страдал психическими заболеваниями начиная с середины 1970-х, когда умерла его мать, а брат покончил жизнь самоубийством, после чего он сам находился под наблюдением у психиатра. Во время предъявления обвинений на территории округа Саффолк, адвокат Шульмана подал ходатайство об его освобождении во время проведения расследования под залог, однако суд отклонил ходатайство когда выяснилось, что на банковских счетах Шульман имел более 300 000 долларов. В ходе расследования было установлено, что работая на почтовой службе Шульман зарабатывал всего лишь около 34 000 долларов в год и не мел никаких альтернативных источников дохода. Сам Роберт Шульман отказался объяснить происхождение такой крупной суммы денег на своих счетах.
В 1997 году по ходатайству его адвокатов, Шульман был этапирован в психиатрическую клинику для прохождения судебно-психиатрической экспертизы, по результатам которой он в конечном итоге был признан вменяемым. Судебный процесс по обвинению Шульмана в совершении убийств на территории округа Саффолк открылся в декабре 1998 года и продлился 5 месяцев. Во время судебного процесса адвокаты Роберта Шульмана, Пол Джанелли и Уильям Кихон, утверждали, что убийства вполне мог совершить его брат — Барри Шульман. В качестве подтверждения своей версии они привели ряд косвенных улик его причастности. Так, на останках двух жертв была обнаружена шерсть кошки, волоски которой микроскопически по своей структуре соответствовали волоскам шерсти кошки Барри Шульмана. Адвокаты защиты также пытались поставить под сомнение признание, которое Роберт Шульман дал следователям после своего ареста, утверждая, что оно было сделано под давлением. Уильям Кихон поведал суду, что один из следователей, узнав что Шульман имеет отклонения в психике, представился ему как юрист, который мог бы помочь ему получить психиатрическую помощь, если бы он подписал признательные показания. Государственный обвинитель, помощник окружного прокурора округа Саффолк Джорджия Чимбер, настаивала на том, что признание было сделано Робертом Шульманом добровольно. В конечном итоге, 5 марта 1999 года Роберт Шульман был признан виновным в совершении убийств «Джейн Доу-2», Келли Бантинг и 18-летней Лизы Уорнер. В соответствии с вновь принятым законом штата о смертной казни, вступившим в силу в сентябре 1995 года, прокуратура требовала суд приговорить Шульмана к смертной казни.
13 июля 1999 года суд приговорил Роберта Шульмана к смертной казни путем смертельной инъекции и постановил дату казни на 30 августа 1999 года, но его защита обжаловала приговор, после чего дата исполнения казни была перенесена. Во время оглашения приговора Шульман потерял самообладание и разрыдался. В конце 1999 года Шульман был этапирован на территорию округа Уэстчестер, где предстал перед судом за совершение убийств «Джейн Доу-1» и 24-летней Лори Васкес. 4 января 2000 года он признал свою вину в совершении этих убийств. В этих эпизодах уголовное наказание в виде смертной казни не могло быть к нему применено, поскольку убийства были совершены до восстановления закона о смертной казни в 1995 году. На основании этого, после признания вины, Роберт Шульман 15 января того же года получил уголовное наказание в виде пожизненного лишения свободы.
Брат Роберта — Барри Шульман в январе 2000 года был признан виновным в пособничестве и был приговорен к 2 года лишения свободы. Приговор Барри Шульмана вызвал возмущение среди представителей прокуратуры округа Саффолк и родственников жертв, который посчитали его чрезмерно мягким. Окружной прокурор Джеймс М. Каттерсон, который рекомендовал суду приговорить Барри Шульмана к 14 годам тюремного заключения, заявил что Барри Шульман может выйти из тюрьмы через 9-10 месяцев, получив условно-досрочное освобождение. Каттерсон настаивал на том, что Барри Шульман е обратился в полицию и активно оказывал помощь в уничтожении следов преступлений своего брата и должен понести наказание, соразмерное им. Сам Барри Шульман никак не отреагировал на приговор и никак не смог во время судебного процесса объяснить суду мотив своих действий.

## Смерть
В 2004 году Апелляционный суд штата Нью-Йорк признал смертную казнь неконституционной, после чего смертный приговор Роберту Шульману был заменен на уголовное наказание в виде пожизненного лишения свободы без права на условно-досрочное освобождение. В середине 2000-х Шульман отбывал свое уголовное наказание в тюрьме «Сlinton Correctional facility». В начале апреля 2006 года он пожаловался на плохое самочувствие и был перевезен в больницу, расположенную в городе Платтсбург. Через несколько часов его физическое состояние резко ухудшилось, после чего его перевезли в медицинский центр на территории города Олбани, где он умер 13 апреля 2006 года в возрасте 52 лет. Причина смерти Шульмана никогда не разглашалась общественности.